# 므농족
므농족(베트남어: Mnong) 또는 머농족(베트남어: người Mơ-nong)은 베트남(1999년 92,451명)과 캄보디아 출신 민족이다.

## 역사
므농은 세 개의 그룹으로 나눌 수 있다.
- 중부 므농족 : 약 88,000명의 사람들이 주로 기독교 신자이며, 중부 고원의 닥락성과 럼동성에 거주하고 있다.
- 동부 므농족 : 중부 고원의 닥락성과 럼동성에 있는 약 76,000명
- 남부 므농족 : 베트남 남동부 빈프억성의 지방의 약 55,000명

많은 므농족들이 캄보디아 동부 몬둘키리 주에 살고 있는데, 그곳에서는 프농(Pnong)이라고 알려져 있다.

## 문화
모든 그룹은 몬크메르어족의 바나어족에 속하는 므농어의 변종을 말한다.
서사시(몽골어: 오트 은롱 오트: 시를 노래하면서 말하는 것, 은롱: 옛날이야기) 므농 사람들의 삶에 중요한 역할을 한다. 구속본띠앙과 같은 이러한 서사시들은 꽤 길다.

## 유명인
- 은투 크눌 (N'Thu K'Nul) - 라오 므농족 사람으로 닥락성에 부온돈을 세운 동족으로 유명한 코끼리 사냥과 길들이기 마을이다. 그는 1861년 흰 코끼리를 잡아 태국 왕족에게 선물로 주었고, 태국 왕이 그에게 "쿤야노프"(문학적으로 "엘리펀트 사냥왕")라는 이름을 주도록 이끌었다.
- 은짱렁 (N'Trang Lơng) - 마을 주민에게 프랑스 식민지배 반대 투쟁을 이끈 이끈 공산 영웅
- 디에우 꿀룽 (Điểu Klung)- 서사시 화자
- 디에우 꺼우 (Điểu Kâu) - 민족학자

## 같이 보기
- 프농족